# Jean-Martin Naef
Jean-Martin Naef (* 19. Dezember 1869 in Moskau; † 2. Oktober 1954 in Chambésy; heimatberechtigt in St. Gallen und Genf) war ein Schweizer Politiker und Unternehmer.

## Biografie
Naef wurde geboren als Sohn des Pfarrers der reformierten Kirche in Moskau, Paul Naef, und der Pauline, geborene Siegrist. Nach Absolvierung einer kaufmännischen Lehre in Russland liess sich Naef 1893 in Genf nieder und gründete 1895 mit Philippe Chuit das Unternehmen Chuit & Naef gründete, das synthetische Duftstoffen und Aromen herstellte. Die Firma wurde 1910 in Naef & Cie, 1934 in Firmenich & Cie umbenannt. 1926 präsidierte Naef die Genfer Handelskammer.
Naef war Mitglied der rechtsextremen Union de défense économique. Ende 1923 wurde er in den Grossen Rat des Kantons Genf gewählt und 1927 wiedergewählt. 1927 wurde er in den Gemeinderat (Parlament) der Stadt Genf gewählt. Von 1927 bis 1931 war er Genfer Staatsrat und stand dem Handels- und Industriedepartement vor. Gleichzeitig vertrat er vom 3. Dezember 1928 bis zum 6. Dezember 1931 den Kanton Genf im Ständerat. 1931 trat er angeblich aus gesundheitlichen Gründen, aber möglicherweise auch aus Enttäuschung über die Politik von seinen Ämtern zurück.
Dazu trat Jean-Martin Naef als Mäzen hervor und unterstützte u. a. das Orchestre de la Suisse Romande und die Vereinigung der Russlandschweizer.
Jean-Martin Naef heiratete im Jahr 1895 Julie Gabrielle Terrisse, die Tochter des Ingenieurs Jules Terrisse.